# Gabriela Jelonek
Gabriela Jelonek – polska dziennikarka radiowa i prasowa. Laureatka Europejskiej Nagrody im. Karola Wielkiego dla młodzieży i Europejskiej Nagrody Obywatelskiej.

## Życiorys
Gabriela Jelonek jest absolwentką politologii oraz dziennikarstwa i komunikacji społecznej na Uniwersytecie im. Adama Mickiewicza w Poznaniu.
Jest dwukrotną stypendystką programu Erasmus, na studiach stworzyła anglojęzyczną audycję „Erasmus Evening”, za którą w 2017 roku otrzymała Europejską Nagrodę im. Karola Wielkiego dla młodzieży, przyznawaną za promowanie porozumienia międzynarodowego i międzykulturowego. Jest pierwszą osobą w historii, która w kategorii do 30. roku życia została nagrodzona za projekt indywidualny. Będąc na studiach za granicą, stworzyła także serię audycji w języku polskim pt. „Pocztówka z Erasmusa”, za które otrzymała nagrodę specjalną w konkursie EDUinspiracje – Media. Po zdobyciu Nagrody im. Karola Wielkiego dla młodzieży rozpoczęła pracę przy międzynarodowym projekcie radiowym w Parlamencie Europejskim w Luksemburgu.
W swojej karierze współpracowała m.in. z Radiem Zet, TOK FM, PAP i Gazetą Wyborczą. Od 2018 do 2021 roku związana była z Polska Press i „Głosem Wielkopolskim”, gdzie pełniła funkcję redaktor prowadzącej Magazyn Rodzinny. W czerwcu 2021 roku została wyróżniona nagrodą Kryształowe Pióra za artykuł o depresji pt. „Depresja ma uśmiechniętą twarz. Każdy z nas zna chorą osobę”.
Od 2018 roku prowadzi autorską audycję o ślubach o nazwie „Welon i mucha”, która do 2022 roku emitowana była na antenie Radia Emaus. Od 2022 roku program ukazuje się jako podcast m.in. na platformach Spotify, Apple Podcasts, Google Podcasts, Empik Go i Onet Audio. Dla Onetu od 2022 roku pisze też artykuły jako autorka zewnętrzna. Od kwietnia 2023 roku w Grupie RMF, prowadzi autorski program o Unii Europejskiej pt.:  „Spotkania z Europą”, który powstaje we współpracy z Parlamentem Europejskim.

## Twórczość
W Radiu Meteor UAM zaadaptowała i wyreżyserowała pierwsze słuchowisko z udziałem wykładowców pt. „Współczesny Kopciuszek”, które emitowane było na Transatlantyk Festival oraz w Polskim Radiu. Udzieliła w nim także głosu postaci macochy. W 2022 roku zaadaptowała słuchowisko do wersji ambisonicznej z dźwiękiem 360 stopni w Poznańskim Centrum Superkomputerowo-Sieciowym, aby ułatwić odbiór osobom niewidomym i niedowidzącym. Słuchowisko zaadaptowano dzięki współpracy PCSS i Ośrodka Szkolno-Wychowawczego dla dzieci Niewidomych w Owińskach oraz było prezentowane jego uczniom. W grudniu tego samego roku słuchowisko w innowacyjnej technologii zaprezentowano w Poznaniu podczas „Gwiazdki ze słuchowiskami”, a w styczniu 2023 roku wyemitowano je w ramach akcji „Słuchowiska dla WOŚP”. Projekt został nagrodzony Europejską Nagrodą Obywatelską.

## Nagrody
- 2013 – Laureatka ogólnopolskiego konkursu „Grasz o staż” w kategorii dziennikarstwo[30]
- 2017 – Nagroda im. Karola Wielkiego dla młodzieży (Charlemagne Youth Prize 2017 – european winner)[4]
- 2017 – EDUinspiracje – Media nagroda specjalna[7]
- 2021 – Wyróżnienie nagrodą Kryształowe Pióra – konkurs dla dziennikarzy[12]
- 2023 – Europejska Nagroda Obywatelska za słuchowiska ambisoniczne dla dzieci niewidomych[31]